# Ločica
Ločica fu un antico insediamento militare della provincia romana del Norico nei pressi di Polzela (nell'attuale Slovenia), al centro della costituenda Praetentura Italiae et Alpium, voluta fortemente dall'imperatore Marco Aurelio quale forma di difesa dei valichi alpini orientali dalle genti barbare, che stazionavano a nord del medio corso del Danubio.

## Storia

### Da Marco Aurelio a Commodo
Si rivelò un importante centro militare all'inizio delle guerre marcomanniche, tanto che a partire dal 170, un'intera legione, la Legio II Italica, fu posizionata a Ločica, nei pressi della latina Celeia lungo la via dell'Ambra, a difesa dei valichi alpini dell'Italia romana. Si è discusso molto sul fatto se tale castrum, al centro della Praetentura Italiae et Alpium, sia stato aperto prima o dopo la calata delle genti barabare di Marcomanni e Quadi fino ad assediare Aquileia. Nel primo caso sarebbe stata una forma preventiva, rivelatasi purtroppo poco efficace, nel secondo caso fu rimedio di poco successivo allo "sfondamento", avvenuto verso la fine del 169/inizi del 170. Pochi anni più tardi (attorno al 173-174), superato il pericolo di una nuova invasione, grazie all'offensiva messa in atto da parte di Marco Aurelio, e l'occupazione della Marcomannia, la legione fu trasferita nel nuovo accampamento lungo il Danubio di Albing, mentre il comando militare della Praetentura Italiae et Alpium cessava definitivamente di esistere.

### Personaggi/Popoli
- Marco Aurelio
- Marcomanni
- Naristi

### Località geografiche
- Lista di fortezze legionarie romane
- Limes romano
- Norico (provincia romana)
- Praetentura Italiae et Alpium